# 北山猛邦
北山 猛邦（きたやま たけくに、1979年8月9日 -）は、日本の小説家・推理作家。岩手県盛岡市出身。岩手県の高校、大阪府の大学を卒業。獅子座、血液型O型。
2002年、『「クロック城」殺人事件』で第24回メフィスト賞を受賞してデビュー。

## 経歴

### 生い立ち〜読書歴
中学3年生のとき、江戸川乱歩『吸血鬼』を読み読書の面白さを知る。高校時代はテニス部に所属。この頃は主に村上春樹を読んでいた。図書委員になったことをきっかけに北村薫『スキップ』『空飛ぶ馬』を読み、日常の謎に出会う。北村薫がエッセイで紹介していたことから興味を持ち、大学生の夏休みに綾辻行人『十角館の殺人』を読み本格ミステリに夢中になる。島田荘司『斜め屋敷の犯罪』を読んで、物理トリックの面白さを知る。

### メフィスト賞への投稿
1999年夏、ワープロ専用機を購入し小説を書き始める。「月の探査衛星に死体を隠して宇宙に飛ばす」という話だった。2000年、「失われたきみ」を執筆しメフィスト賞に投稿。2001年4月、『メフィスト』誌に掲載された「原稿募集座談会第18回」でメフィスト賞候補となる。2001年夏、「失われたきみ」を改稿・改題した『「クロック城」殺人事件』で第24回メフィスト賞の受賞が決定。

### 作家デビュー後
2002年3月、『「クロック城」殺人事件』が講談社ノベルスから刊行され小説家デビューする。宇山日出臣によるメフィスト賞としては最後の受賞者となった。同月、大学を卒業し岩手県にある実家に引っ越す。7月に刊行された第二長編『「瑠璃城」殺人事件』は、デビュー前に「天使の例外」というタイトルでメフィスト賞に投稿した作品である。
2004年10月、『ファウスト』の企画で乙一、佐藤友哉、滝本竜彦、西尾維新と文芸合宿を行う。短編「こころの最後の距離」とリレー小説「誰にも続かない」を執筆したが単行本化されていない。2005年10月、笠井潔、辻村深月、米澤穂信と座談会を行う。この模様は『ミステリマガジン』2006年2月号に掲載された。2008年6月頃より東京都在住。2013年3月に刊行された『人魚姫 探偵グリムの手稿』が初のハードカバーである。

## 作風
デビュー前の「原稿募集座談会第18回」において、選考を担当する編集者から「どうしようもなく「新本格」!と叫びたくなるような作品」「面白い新本格ですよ」と評されており、世代的に新本格ミステリ作家に含めるかどうかは諸説あるものの、新本格ミステリの衣鉢を継ぐ作風とみなされている。
作風としては物理トリックに大きなこだわりを見せており、活字メディアで「物理の北山」の二つ名を冠されることもある。「本格ミステリー・ワールド2008」では、「やりすぎれば、あり得ない。控えれば、つまらない。それが物理トリックです。」と語っている。
また殆どの作品において世紀末的・終末的イメージの横溢する独特の世界が構築されており、（かつて新本格作家に浴びせられた批判と同じく）対照的に登場人物は人間性が希薄で傀儡的なものとして描かれる。そうした特徴を指して（後述のメフィスト賞の先発らほど恣意的ではないにせよ）安直な世代論的に漫画やアニメの影響が指摘される。こうした独特の世界に拘るミステリーはピーター・ディキンスンに始まり、国内でも山口雅也や麻耶雄嵩、西澤保彦などが存在するが、北山の場合はそうした異常世界とミステリとしてのプロットが意図的に断絶されているところに特徴がある。
同年代デビューである佐藤友哉や西尾維新らとともに、本格ミステリの作家に対して脱格系などとされていたが、曲がりなりにもミステリであった初期の作風からそれぞれ純文学・ライトノベルへと比重を移した二者とは異なり、あくまでストレートなミステリにこだわりを見せる新時代の本格推理作家である。

## ミステリ・ランキング
- 週刊文春ミステリーベスト10
  - 2015年 - 『オルゴーリェンヌ』10位

- このミステリーがすごい!
  - 2012年 - 『私たちが星座を盗んだ理由』15位
  - 2016年 - 『オルゴーリェンヌ』10位
  - 2023年 - 『月灯館殺人事件』24位

- 本格ミステリ・ベスト10
  - 2004年 - 『「アリス・ミラー城」殺人事件』17位
  - 2006年 - 『「ギロチン城」殺人事件』17位
  - 2008年 - 『少年検閲官』16位
  - 2010年 - 『踊るジョーカー 名探偵音野順の事件簿』26位
  - 2012年 - 『私たちが星座を盗んだ理由』20位
  - 2013年 - 『猫柳十一弦の後悔 不可能犯罪定数』18位
  - 2015年 - 『ダンガンロンパ霧切 2』18位
  - 2016年 - 『オルゴーリェンヌ』4位
  - 2023年 - 『月灯館殺人事件』5位

- ミステリが読みたい!
  - 2016年 - 『オルゴーリェンヌ』6位

- MRC大賞
  - 2022年 - 『月灯館殺人事件』8位

- 黄金の本格ミステリー
  - 2008年度 - 『少年検閲官』選出
  - 2010年度 - 『密室から黒猫を取り出す方法 名探偵音野順の事件簿』選出
  - 2013年度 - 『猫柳十一弦の後悔 不可能犯罪定数』選出
  - 2014年度 - 『人魚姫 探偵グリムの手稿』選出
  - 2016年度 - 『オルゴーリェンヌ』選出

## 作品リスト

### 城シリーズ
話が繋がっているわけではなく、作品ごとに完全に独立したものとなっている。
- 『クロック城』殺人事件（2002年3月 講談社ノベルス / 2007年10月 講談社文庫）
- 『瑠璃城』殺人事件（2002年7月 講談社ノベルス / 2008年3月 講談社文庫）
- 『アリス・ミラー城』殺人事件（2003年5月 講談社ノベルス / 2008年10月 講談社文庫）
- 『ギロチン城』殺人事件（2005年2月 講談社ノベルス / 2009年3月 講談社文庫）

### 少年検閲官シリーズ
- 少年検閲官（2007年1月 東京創元社 ミステリ・フロンティア / 2013年8月 創元推理文庫）
- オルゴーリェンヌ（2014年11月 東京創元社 ミステリ・フロンティア / 2022年4月 創元推理文庫）

### 名探偵音野順の事件簿シリーズ
- 踊るジョーカー 名探偵音野順の事件簿（2008年11月 東京創元社 / 2011年6月 創元推理文庫）
  - 収録作品：踊るジョーカー / 時間泥棒 / 見えないダイイング・メッセージ / 毒入りバレンタイン・チョコ / ゆきだるまが殺しにやってくる
- 密室から黒猫を取り出す方法 名探偵音野順の事件簿（2009年8月 東京創元社 / 2021年1月 創元推理文庫）
  - 収録作品：密室から黒猫を取り出す方法 / 人喰いテレビ / 音楽は凶器じゃない / 停電から夜明けまで / クローズド・キャンドル
- 天の川の舟乗り 名探偵音野順の事件簿（2021年3月 東京創元社 / 2024年2月 創元推理文庫）
  - 収録作品：人形の村 / 天の川の舟乗り / 怪人対音野要 / マッシー再び

### 猫柳十一弦シリーズ
- 猫柳十一弦の後悔 不可能犯罪定数（2011年12月 講談社ノベルス / 2015年3月 講談社文庫）
- 猫柳十一弦の失敗 探偵助手五箇条（2013年1月 講談社ノベルス / 2016年7月 講談社文庫）

### その他
- アルファベット荘事件（2002年7月 白泉社My文庫 / 2021年10月 創元推理文庫）
- 私たちが星座を盗んだ理由（2011年3月 講談社ノベルス / 2014年4月 講談社文庫） 
  - 収録作品：恋煩い / 妖精の学校 / 嘘つき紳士 / 終の童話 / 私たちが星座を盗んだ理由
- 人魚姫 探偵グリムの手稿（2013年3月 徳間書店 / 2016年1月 徳間文庫）
- 人外境ロマンス（2013年6月 角川書店）
  - 【改題】つめたい転校生（2016年3月 角川文庫）
    - 収録作品：かわいい狙撃手 / つめたい転校生 / うるさい双子 / いとしいくねくね / はかない薔薇 / ちいさいピアニスト
- 先生、大事なものが盗まれました（2016年4月 講談社タイガ）
- 千年図書館（2019年1月 講談社ノベルス）
  - 【改題】さかさま少女のためのピアノソナタ（2021年7月 講談社文庫）
    - 収録作品：見返り谷から呼ぶ声 / 千年図書館 / 今夜の月はしましま模様？ / 終末硝子 / さかさま少女のためのピアノソナタ
- 月灯館殺人事件（2022年6月 星海社FICTIONS）

### ノベライズ
- ダンガンロンパ霧切 1（2013年9月 星海社FICTIONS）
- ダンガンロンパ霧切 2（2013年11月 星海社FICTIONS）
- ダンガンロンパ霧切 3（2014年11月 星海社FICTIONS）
- ダンガンロンパ霧切 4（2015年12月 星海社FICTIONS）
- ダンガンロンパ霧切 5（2017年3月 星海社FICTIONS）
- ダンガンロンパ霧切 6（2018年2月 星海社FICTIONS）
- ダンガンロンパ霧切 7（2020年6月 星海社FICTIONS）

### アンソロジー
「」内が北山猛邦の作品
- 本格ミステリ08 二〇〇八年本格短編ベスト・セレクション（2008年6月 講談社ノベルス）「見えないダイイングメッセージ」
  - 【改題】見えない殺人カード 本格短編ベスト・セレクション（2012年1月 講談社文庫）
- 忍び寄る闇の奇譚 メフィスト道場1（2008年11月 講談社ノベルス）「恋煩い」
- 蝦蟇倉市事件2（2010年2月 東京創元社 ミステリ・フロンティア）「さくら炎上」
  - 【改題】街角で謎が待っている がまくら市事件（2014年12月 創元推理文庫）
- 名探偵に訊け（2010年9月 光文社 カッパ・ノベルス / 2013年4月 光文社文庫）「毒入りバレンタイン・チョコ」
- ステイホームの密室殺人 1 コロナ時代のミステリー小説アンソロジー（2020年8月 星海社FICTIONS）「すべての別れを終えた人」
- ザ・ベストミステリーズ2021（2021年6月 講談社）「すべての別れを終えた人」
  - 【改題】2021 ザ・ベストミステリーズ（2024年4月 講談社文庫）
- ザ・ベストミステリーズ2023（2023年6月 講談社）「神の光」
- 推理の時間です（2024年1月 講談社）「竜殺しの勲章」
- 本格王2024（2024年6月 講談社文庫）「未完成月光 Unfinished moonshine」

### 共著
- 人狼作家（2015年10月 原書房）

### 未単行本化、雑誌掲載作品
ファウスト掲載シリーズ
- 廃線上のアリア（2004年11月 『ファウストvol.4』）
- こころの最後の距離（2004年11月 『ファウストvol.4』） - 「上京」をテーマに競作。
- 糸の森の姫君（2005年12月 『ファウストvol.6 SIDE-B』）
- 磔アリエッタ（2008年8月 『ファウストvol.7』）

その他
- 小説
  - 一九四一年のモーゼル（2004年11月 『ミステリーズ！ extra 《ミステリ・フロンティア特集》』）
  - 透明な音（2007年1月 「少年検閲官」刊行記念特別冊子『少年検閲官のおまけ』）
  - ピストル・テニス（2008年4月 『パンドラ Vol.1 SIDE-B』）
  - KOBO CAFE 殺人事件（2008年8月 KOBO CAFE限定 特別小冊子）
  - さくら炎上（2010年2月 東京創元社 ミステリ・フロンティア『蝦蟇倉市事件2』に収録）
  - コーカスレース（2010年4月 同人誌『恵文庫ちゃん2』）
  - オリオン座殺人事件（2011年5月 オリオン書房ミステリイベント）
  - さようなら、ウサギ団（2011年10月 『ミステリーズ！ vol.49』）
  - 猫倫敦（2011年10月 同人誌『おはなしごほん』）
  - オリオン山荘殺人事件（2012年1月 オリオン書房ミステリイベント）
  - 孤島の灯かりが消えるまで（2015年4月・5月・9月 『小説屋sari-sari』2015年4月号・5月号・9月号）
  - ペンデュラム殺人事件（2016年10月 大谷大学推理小説研究会『OU-Myst Vol.19』）
  - すべての別れを終えた人（2020年8月 星海社FICTIONS『ステイホームの密室殺人 1 コロナ時代のミステリー小説アンソロジー』に収録）
  - 神の光（2022年4月 『紙魚の手帖 vol.04 APRIL 2022』）
  - 計算上正確に分解された屍体（『STORY BOX 2023年5月号』）
  - 竜殺しの勲章（2023年7月 『メフィスト 2023 SUMMER VOL.8』 / 2024年1月 講談社『推理の時間です』に収録）
  - 未完成月光 Unfinished moonshine（2023年6月 『紙魚の手帖 vol.11 JUNE 2023』）
  - 藤色の鶴（2024年2月 『紙魚の手帖 vol.15 FEBRUARY 2024』）
  - 超探偵のなり方 ハララ＝ナイトメアの場合（2024年7月 『超探偵事件簿 レインコード プラス』予約特典） - 監修：小高和剛
  - 『石球城』殺人事件（2025年7月 『メフィスト 2025 SUMMER VOL.16』 - ）
- リレー小説
  - 誰にも続かない（2004年11月 『ファウストvol.4』） - リレー小説。他の執筆者は乙一、佐藤友哉、滝本竜彦、西尾維新。50音順に執筆し、北山は第2パートを担当。
- コラム・インタビューなど
  - トリック悲観主義（2003年4月 『本格ミステリこれがベストだ! 2003』）
  - 現代本格の行方　座談会（2005年12月 『ミステリマガジン2006年2月号』）
  - 足りないものは一つもない（2007年4月 『私の一冊　ミステリーズ！vol.22』）
  - 「本格の館」で過ごした20年（2007年10月 『IN・POCKET 2007年10月号』）
  - 物理トリックの射程（2007年12月 『本格ミステリー・ワールド 2008』 島田荘司・監修）
  - インタビュー（2008年3月 『IN・POCKET 2008年3月号』）
  - ゲーセンのススメ（2009年3月 『別冊文藝春秋2009年3月号』）
  - 合評　メフィスト読書会第8回（2009年12月 『メフィスト 2009 VOL.3』）
  - とっさのほうげん（2011年2月 『asta 2011年2月号』）
    - 【改題】『岩手　どんとはれ』(2012年8月 『とっさの方言』収録)

  - まだふわふわしてるの？（2011年10月 私がデビューしたころ 『ミステリーズ！ vol.48』）
  - 進化と喪失（2012年6月 『本格ミステリ・ディケイド300』）
  - 猫柳十一弦の失敗　インタビュー（2013年2月 『月刊Newtype2013年3月号』）
  - 人魚姫　インタビュー（2013年6月 『きらら　6月号』）
  - 作者自作解説（2016年5月 『本格ミステリー・ワールド2016』）
  - あとがきのあとがき（2019年4月『メフィスト 2019 VOL.1』）
- 解説
  - 中西智明『消失！』（2007年10月 講談社ノベルス）
  - 辻村深月『ふちなしのかがみ』（2012年6月 角川文庫）

### ゲーム
- 霧切草（2016年11月 アニメ『ダンガンロンパ3』特典ゲーム） - シナリオ
- ニューダンガンロンパV3（2017年1月 スパイク・チュンソフト） - トリック協力[11]
- 超探偵事件簿 レインコード（2023年6月 スパイク・チュンソフト） - メインシナリオ（小高和剛と共同）
- 終天教団（2025年9月 DMM GAMES） - ストーリー（共同）[11]

### ボイスドラマ
- マウス二人芝居 白魔術探偵・真白真実（2020年6月 マウスプロモーション） - シナリオ

## メディア・ミックス

### テレビドラマ
- ドラマ・ミステリーズ〜カリスマ書店員が選んだ珠玉の一冊〜「恋煩い」（2017年4月22日、フジテレビ系「土曜プレミアム」枠、主演：土屋太鳳、原作：恋煩い『私たちが星座を盗んだ理由』所収）
- 世にも奇妙な物語’19 雨の特別編「さかさま少女のためのピアノソナタ」（2019年6月8日、フジテレビ系「土曜プレミアム」枠、主演：玉森裕太、原作：さかさま少女のためのピアノソナタ『千年図書館』所収）

### 漫画
- 名探偵 音野順の事件簿（作画：山本小鉄子、2010年2月 - 2011年11月、幻冬舎 バーズコミックス、全4巻）

## 海外への翻訳

### 中国（簡化字）
城シリーズ
- “钟城”杀人事件 （2010年3月、吉林出版集団有限責任公司、ISBN 978-7-5463-2226-1）
- “琉璃城”杀人事件 （2010年3月、吉林出版集団有限責任公司、ISBN 978-7-5463-2228-5）
- “爱丽丝・镜城”杀人事件 （2010年3月、吉林出版集団有限責任公司、ISBN 978-7-5463-2227-8）
- “断头台城”杀人事件 （2010年6月、吉林出版集団有限責任公司、ISBN 978-7-5463-2882-9）

### 台湾（繁體字）
- 心靈最後的距離 （浮文誌Vol.4 SIDE-A、尖端出版、2007年8月） - 「こころの最後の距離」
- 對誰來說都不連續 （浮文誌Vol.4 SIDE-A、尖端出版、2007年8月） - リレー小説「誰にも続かない」
- 鐘城殺人事件 （獨步出版、2011年9月） - 「『クロック城』殺人事件」
- 少年檢閱官 （皇冠出版、2011年10月） - 「少年検閲官」
- 我們偷走星座的理由（獨步出版、2017年7月) - 「私たちが星座を盜んだ理由」
- 少女音樂盒（獨步出版、2018年9月）- 「オルゴーリェンヌ」

### 韓国
単行本
- 클락성 살인사건 （2010年4月、鶴山文化社 Book Holic、ISBN 9788925811482） - 『クロック城』殺人事件
- 인어공주 (2015년 12월, 엘릭시르 elixir, ISBN 9788954638692) - 『人魚姫 探偵グリムの手稿』

雑誌掲載
鶴山文化社『파우스트』（韓国版『ファウスト』）に掲載。
- 마음의 최후의 거리 （Vol.4、2007年6月） - 「こころの最後の距離」
- 아무에게도 읽히지 않는 （Vol.4、2007年6月） - リレー小説「誰にも続かない」
- 폐선상의 아리아 （Vol.4、2007年6月） - 「廃線上のアリア」
- 실숲의 공주 （Vol.6 SIDE-B、2009年8月） - 「糸の森の姫君」